# 黑尔戈兰级战列舰
黑尔戈兰级战列舰（德語：Großlinienschiff der Helgoland-Klasse）是德国的第二个无畏类战列舰船级。从1908年至1912年，该级别共建成4艘舰只，分别为：首舰黑尔戈兰号、奥尔登堡号、东弗里斯兰号以及图林根号。其设计较之前级拿骚级有了显著改善：它们以更大的305毫米主炮取代了装备于早期舰只上的280毫米炮，并有更高效的推进系统。作为德意志帝国海军唯一设置三座烟囱的无畏舰，黑尔戈兰级在外观上可以轻易的与前级区分开。但另一方面，舰只仍沿用了前级的六边形主炮布局。
黑尔戈兰级舰只在编入公海舰队后组成了第一战列分舰队的第一支队，与隶属于同一分舰队第二支队的拿骚级舰只并肩作战。它们都参与了第一次世界大战期间的主要战斗，包括在北海的日德兰海战以及在波罗的海的里加湾海战。全部4艘舰均在战争中幸存，但没有成为被扣押在斯卡帕湾的德国舰队的一份子。当德国主力舰群在斯卡帕湾自沉后，4艘黑尔戈兰级舰只作为沉没舰只的替代品被赔偿予协约国。东弗里斯兰号被美国海军带走，并于威廉·米切尔在1921年7月进行的空中力量演示中用作靶舰。黑尔戈兰号及奥尔登堡号被分别割让予英国和日本，至1921年报废。图林根号则于1920年移交法国，用作法国海军的靶舰，并最终于1923年至1933年间拆解。

## 设计
在英国、法国及俄国于1907年签署了三國協約后，使德国变得非常孤立。在欧洲大陆，德国于西端被法国包围，于东侧受到俄国环伺；而英国则携其强大的海军力量，同样有能力封锁德国进入世界航运通道。海军上将阿尔弗雷德·冯·提尔皮茨对这一局势作出回应，要求研发更新和更强的主力舰。他对此事的想法是，“我必须牢记我的目标… 出于技术和组织原因，以及政治金融的原因，更应尽可能稳定地开展建设”。其诉求促成了《舰队法第二修正案》的制定，并于1908年3月27日获得通过。
对于德国的第二个无畏舰船级，所需进行的变动从首次设计起便存在很大的争议。1906年5月，帝国海军部得知英国正在建造装备13.5英寸（340）炮的战列舰。为此，海军总部主张将主炮的口径从280（11英寸）提高至305（12.0英寸）。提尔皮茨并不情愿接受这一改变，因为他希望避免升级与英国的军备竞赛。
提尔皮茨在增加新舰只的装备上犹豫不决，直至他于1907年春获悉美国海军也在建造装备305毫米主炮的战列舰。1907年3月，提尔皮茨下令建造部门起草305（12.0英寸）主炮和320（13英寸）加厚装甲带的设计。主炮的布局仍然存在一些争议。英国为巴西建造的两艘米纳斯吉拉斯级战列舰搭载了相同数量的舰炮，但效率更高。这是因为一对超射炮塔连同两个以雁列式布局安装在舰舯的炮塔可以布置在舰只的任意一端。提尔皮茨青睐于为黑尔戈兰级采取这种布局，但建造部门却认为两个超射炮塔极易被一击失效。结果，新船级保留了前级拿骚级的六边形排列。
《舰队法第二修正案》规定大型军舰的使用年限将从25年降低至20年，这是为了迫使帝国议会为建造更多的舰船拨款。使用周期的缩短意味着岸防舰齐格弗里德级以及前无畏舰勃兰登堡级都需要被替换。提尔皮茨在1906年的《舰队法第一修正案》中未能获得的战列舰此时已获议会批准。此外，新舰队法还额外增加了10亿马克的海军预算。在四艘萨克森级铁甲舰被四艘拿骚舰替换后，三艘齐格弗里德级舰只——齐格弗里德号、贝奥武夫号、伏里施乔夫号，以及独级的一艘岸防舰奥尔登堡号，都被纳入接下来的替换计划。黑尔戈兰级舰只——黑尔戈兰号、东弗里斯兰号、图林根号和奥尔登堡号，分别被赋予“齐格弗里德代舰（Ersatz Siegfried）”、“奥尔登堡代舰（Ersatz Oldenburg）”、“贝奥武夫代舰（Ersatz Beowulf）”和“伏里施乔夫代舰（Ersatz Frithjof）”作为临时名称进行订购。

### 整体特征
黑尔戈兰级战列舰的全长为167.2米，比前级略长。其舷宽为28.5米、满载时的吃水可达8.94米。这些舰只比拿骚级显著较重，在标准载荷下的排水量为22808吨，满载排水量为24700吨，比前级舰只多出近4000吨。黑尔戈兰级的舰体被分为17个水密舱室，其中包括长度占舰体总长约86%的双层船底。
与前身拿骚级相比，这些舰只的操控性能有了较大改善。黑尔戈兰级是更好的远洋舰船，不会像拿骚级那样遭受剧烈的颠簸。其应舵灵敏，转弯半径很小，在涌浪时亦仅有轻微的速度损失。舰只在满舵时会出现最多54%的速度损失和最高7°的横摇幅度。相比之下，前身拿骚级所在满舵时的速度损失和横摇幅度分别高达70%和12°。

### 推进装置
黑尔戈兰级保留了旧的三胀往复式蒸汽机作为动力装置，而不是像英国皇家海军使用新式蒸汽轮机。这一决定完全是基于成本：当时帕森斯公司在蒸汽轮机上占有垄断地位，要求每生产一台蒸汽轮机都必须支付100万马克的专利费。三胀蒸汽机为三轴的四缸发动机，分别布置在三个轮机舱内。每轴负责驱动一副直径为5.1米的四叶螺旋桨。蒸汽由两个火箱内的各15台船用式锅炉提供，共计30台。发动机的额定功率为27,617匹指示馬力（20,594千瓦特），最高速度为20.5節（38.0每小時）。而在海试过程中，动力装置的功率达到了35,014匹指示馬力（26,110千瓦特），最高速度为21.3節（39.4每小時）。舰只可以贮存3200吨燃煤，其后又修改为可额外携带197吨燃油，以喷洒在煤上提高其燃烧效率。在满载燃料的情况下，舰只可以10節（19每小時）的速度续航5,500海里（10,200）。舰只的电力是由8台涡轮发电机提供，可输出总电功率为2000千瓦特（225伏特）。

### 武器系统

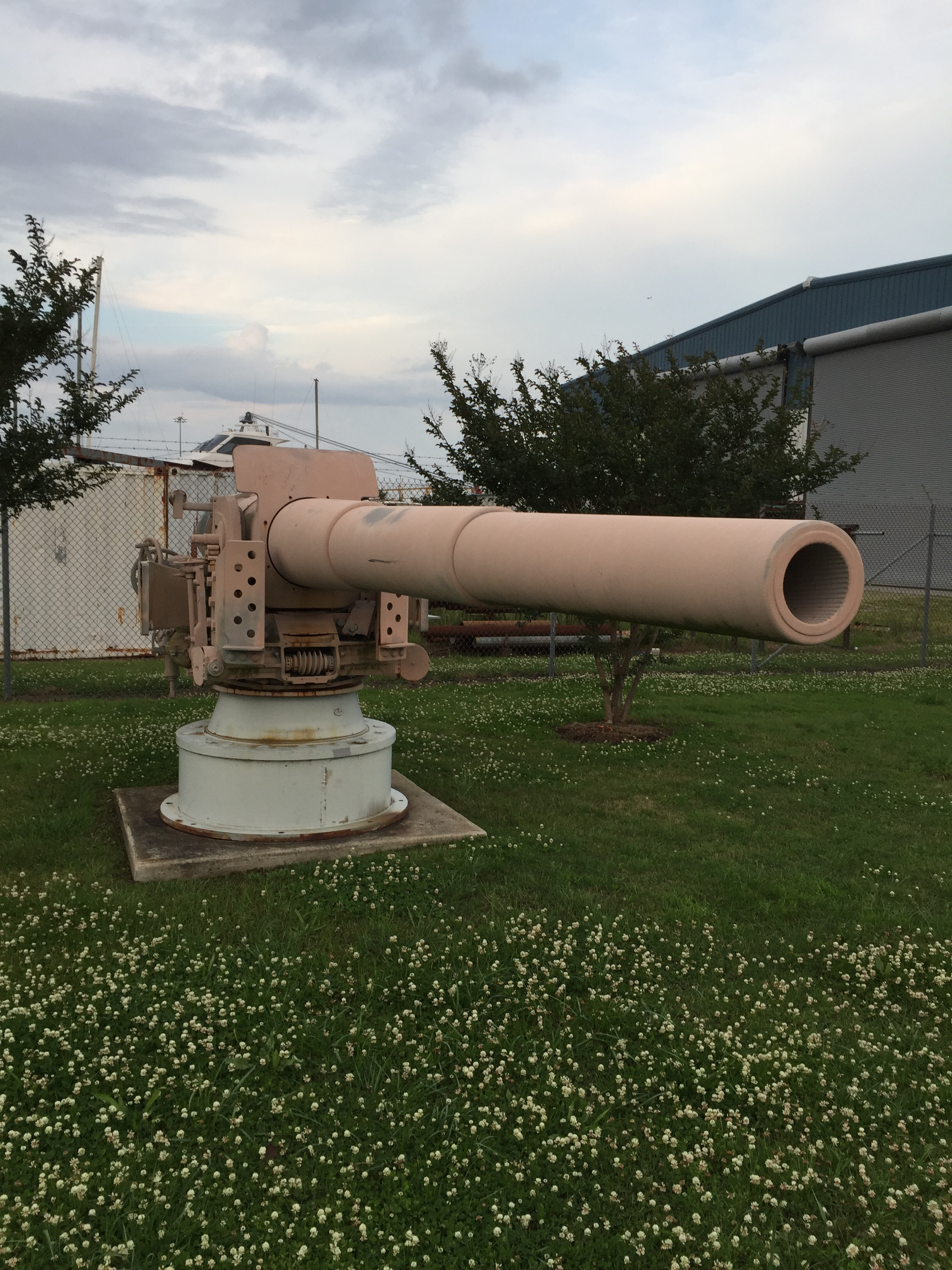
黑尔戈兰级所使用的的150毫米副炮

与前身拿骚级一样，黑尔戈兰级战列舰的主炮是采用一种独特的六边形布局。12门305毫米50倍径速射炮被安放在长管的Drh LC/1908型底座上，这是以往拿骚级使用的LC/1907型和LC/1906型底座的改进版本。主炮成对布置在6座双联装炮塔中，其中舰艏、舰艉各1座，两边侧翼各2座。炮管最初可以调低至-8°和提升至13.5°，但其后又修整为允许至-5.5°的俯角和至16°的仰角。主炮于13.5°仰角发射405（893英磅）弹药的初速为855每秒（2,810英尺每秒），最大射程为18,700（20,500碼）；而升级至16°仰角后，其射程则扩大至20,500（22,400碼）。主炮共计可发射1020轮，即每门85发弹药。
舰只的副炮则是由安装在炮廓内的14门150毫米45倍径速射炮组成。这些炮支在发射45.3（100英磅）重的弹药时，初速为840每秒（2,800英尺每秒）。炮管可以抬升至19°角，最大射程为14,950（16,350碼）。舰只同样也装备有14门88毫米45倍径速射炮，它们发射10（22英磅）弹药时的初速为650每秒（2,100英尺每秒），并可在抬升至25°角后达到9,600（10,500碼）的最大射程。1914年后，有2门88毫米炮被移除并由两门88毫米高射炮取代，而在1916年至1917年间，剩余的12门88毫米炮廓都被移除。所替换的防空高射炮在发射较轻的9.6（21英磅）弹药时的初速可达770每秒（2,500英尺每秒）。它们可以升高至25°并有可能命中11,800（12,900碼）远的目标。此外，黑尔戈兰级还武装有六门500毫米水下鱼雷发射管。其中1门分布在舰艏、1门于舰艉，另外4门则安装在两边舷侧防鱼雷舱壁的每一端。

### 装甲系统
黑尔戈兰级战列舰配备有克虏伯生产的渗碳装甲，大致上与前身拿骚级相同。仅有的主要差异是主炮和副炮的装甲有略微增加，以及前司令塔使用了厚得多的顶罩。舰只的水线装甲带在最强点厚达300（12英寸），它用于保护舰只的核心部位，而不太关键的部位，如舰艏和舰艉等则仅有80（3.1英寸）厚。在装甲带之后，是同样有300（12英寸）厚的防鱼雷舱壁。舰只的甲板也由装甲覆盖，厚度从55—80（2.2—3.1英寸）不等。前司令塔的顶部有300（12英寸）厚，两侧则为400（160英寸）。后司令塔不设厚装甲，仅有50（2.0英寸）厚的顶部和200（7.9英寸）厚的侧部。主炮炮塔有100（3.9英寸）厚的顶部和300（12英寸）厚的侧部。副炮炮廓的装甲尺度为170（6.7英寸），并有80（3.1英寸）厚的炮挡。此外，黑尔戈兰级还安装有防鱼雷网，但它们在1916年之后被移除。

## 建造

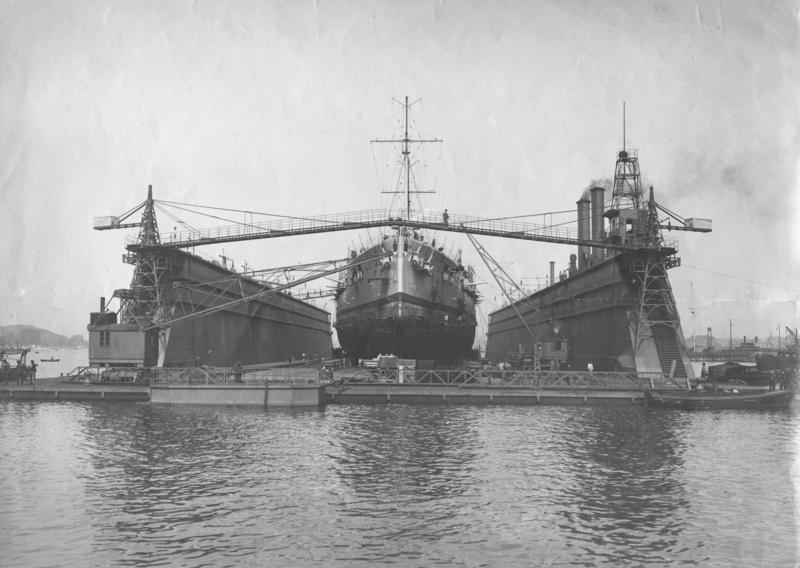
身处浮旱坞内的黑尔戈兰号

黑尔戈兰级战列舰是分别以“齐格弗里德代舰（黑尔戈兰号）”、“奥尔登堡代舰（东弗里斯兰号）”、“贝奥武夫代舰（图林根号）”和“伏里施乔夫代舰（奥尔登堡号）”作为临时代号进行订购，以替代3艘齐格弗里德级岸防舰和1艘独级的岸防舰奥尔登堡号。作为首舰的黑尔戈兰号是在基尔的霍瓦兹船厂建造，它于1908年12月24日开始铺设龙骨，至1909年8月25日下水，并于约两年后、即1911年8月23日正式入役。
东弗里斯兰号建于威廉港帝国船厂。它是1908年10月19日开建，1909年8月30日——即比姊妹舰黑尔戈兰号晚5天下水，并于1911年8月1日入役。图林根号则是由不来梅的威悉船厂负责建造。它于1908年11月7日铺设龙骨，1909年11月27日下水，至1911年9月10日入役。奥尔登堡号作为同级的最后一艘舰，于1909年3月1日在但泽的希肖船厂架设，1910年6月30日下水，并于1912年5月1日入役。

### 同级舰
| 舰只         | 造船厂         | 名称来源     | 架设日期       | 下水日期       | 入役日期      | 结局                                      |
| ------------ | -------------- | ------------ | -------------- | -------------- | ------------- | ----------------------------------------- |
| 黑尔戈兰号   | 基尔霍瓦兹船厂 | 黑尔戈兰岛   | 1908年11月11日 | 1909年9月25日  | 1911年8月23日 | 1921年拆解于莫克姆                        |
| 东弗里斯兰号 | 威廉港帝国船厂 | 东弗里斯兰   | 1908年10月19日 | 1909年9月30日  | 1911年8月1日  | 1921年7月21日作为靶舰击沉于哈特拉斯角附近 |
| 图林根号     | 不来梅威悉船厂 | 图林根       | 1908年11月2日  | 1909年11月27日 | 1911年7月1日  | 1921年8月作为靶舰击沉于加夫尔附近         |
| 奥尔登堡号   | 但泽希肖船厂   | 奥尔登堡公国 | 1909年3月1日   | 1910年6月30日  | 1912年5月1日  | 1921年拆解于多德雷赫特                    |

## 服役历史
黑尔戈兰级舰只是作为一个部队在公海舰队中运作，它们组成了第一战列分舰队的第一支队。该级舰只参加了数次在北海的舰队行动，其中包括在1916年5月31日的出击，并直接导致日德兰海战的爆发。它们同样在波罗的海执行过有限的任务，主要是1915年8月期间无果的里加湾海战。

### 突袭斯卡布罗、哈特尔浦及惠特比

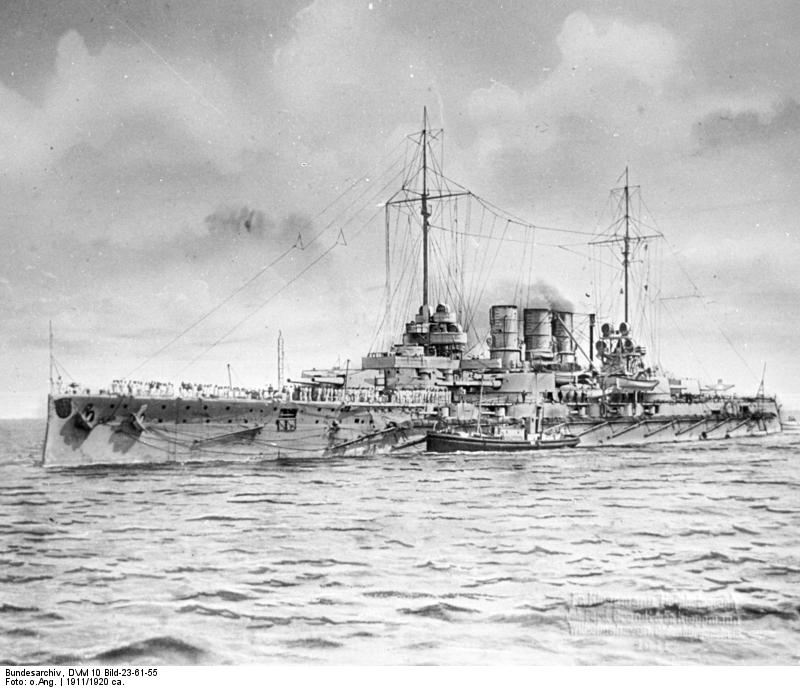
1911年的东弗里斯兰号

黑尔戈兰级战列舰在战争中参加的首次重大行动是1914年12月15日至16日的突袭斯卡布罗、哈特尔浦及惠特比。这次突袭主要是由弗朗茨·冯·希佩尔率领的大巡洋舰部队——第一侦察集群实施。而黑尔戈兰级战列舰，连同拿骚级、皇帝级和国王级等公海舰队主力则进行远程支援。公海舰队的指挥官、海军上将腓特烈·冯·英格诺尔决定占据大致在北海中部，即斯卡布罗以东约130海里的位置。
英国皇家海军此时已从不久前搁浅的马格德堡号小巡洋舰上截获了德军的电码本，意识到有项行动正在进行，但不确定德国人将在何处发动袭击。为此，英国海军部下令派出戴维·贝蒂率领的第1战列巡洋分舰队、六艘战列舰组成的第2战列分舰队，以及若干巡洋舰和驱逐舰，试图对德国大巡洋舰实施拦截。然而，贝蒂的特混编队却直接冲入了公海舰队主力舰群中。清晨6:20，贝蒂的驱逐舰阵幕与德国的V155号鱼雷舰发生接触。这导致英国驱逐舰与德国巡洋舰频繁在超近距离中展开了长达两小时的混战。在首轮交锋中，黑尔戈兰级战列舰距离6艘英国无畏舰仅有不到10海里（19），这是极佳的射程范围，但在黑暗中，无论是英国或德国指挥官均未察觉到对方舰队的虚实。英格诺尔谨遵德皇所下达的在没有其明确批准之下不要让舰队冒险的谕令。他断定己方部队面对的是大舰队主力，因此在首次交锋的10分钟后，便下令向左转舵往东南方向航行。转舵因持续攻击而延误，但还是在6:42完成。在随后大约40分钟的时间里，两支舰队是以平行的航线行驶。至7时20分，英格诺尔下令进一步向左转舵，将他的舰队驶回德国水域。
德国海军的许多人都对英格诺尔的怯懦感到愤怒，他的声誉受到了极大的损害。海军大将提尔皮茨评论称“12月16日，英格诺尔将德国的命运掌握在自己手中。每当我想到，内心都会怒火中烧”。大巡洋舰毛奇号舰长的批评更为苛刻，他指出英格诺尔转向离开“是因为害怕11艘本应轻易被消灭掉的英国驱逐舰… 在当前的领导下，我们将一事无成”。
在1915年1月的多格滩海战期间，黑尔戈兰级战列舰也从港口出击对德国的大巡洋舰提供支援，但并未主动与英军接触。

### 里加湾海战
1915年8月3日，公海舰队的几个重型部队被调动至波罗的海，计划参与侵略里加湾的行动。行动目的是歼灭该地区的俄国海军，其中包括前无畏舰光荣号，并利用布雷艇德国号以水雷封锁穆胡岛的入口。德国部队由海军中将希佩尔指挥，辖下包括4艘拿骚级和4艘黑尔戈兰级战列舰，大巡洋舰塞德利茨号、毛奇号和冯·德·坦恩号，以及一些小型舰艇。然而，4艘黑尔戈兰级舰只并未委以参加实际战斗。在行动期间，它们驻扎在海湾外围，以防止俄国的增援部队破坏雷区的布设。
由于俄国人的水雷区范围比预期要大，所以清除雷区的时间比德国人计划的要长。而俄国海军的顽强抵抗也加剧了延误，德国号最终无法完成布雷。协约国潜艇在这一地区出没的报告则促使德国海军于8月20日上午撤离。事实上，大巡洋舰毛奇号已于前一天便遭英国潜艇E1号发射的鱼雷击中，但只受到了轻微的损坏。

### 日德兰海战
黑尔戈兰级战列舰参加了在1916年5月31日至6月1日爆发、未分胜负的日德兰海战。在战斗的大部分时间里，它们所属的第一战列分舰队都位处战列线的中心，紧随在海军少将保罗·贝恩克率领的第三战列分舰队之后，但领先于弗朗茨·毛弗率领、由年迈的前无畏舰组成的第二战列分舰队。东弗里斯兰号担任支队的旗舰，由海军中将埃哈德·施密特指挥。

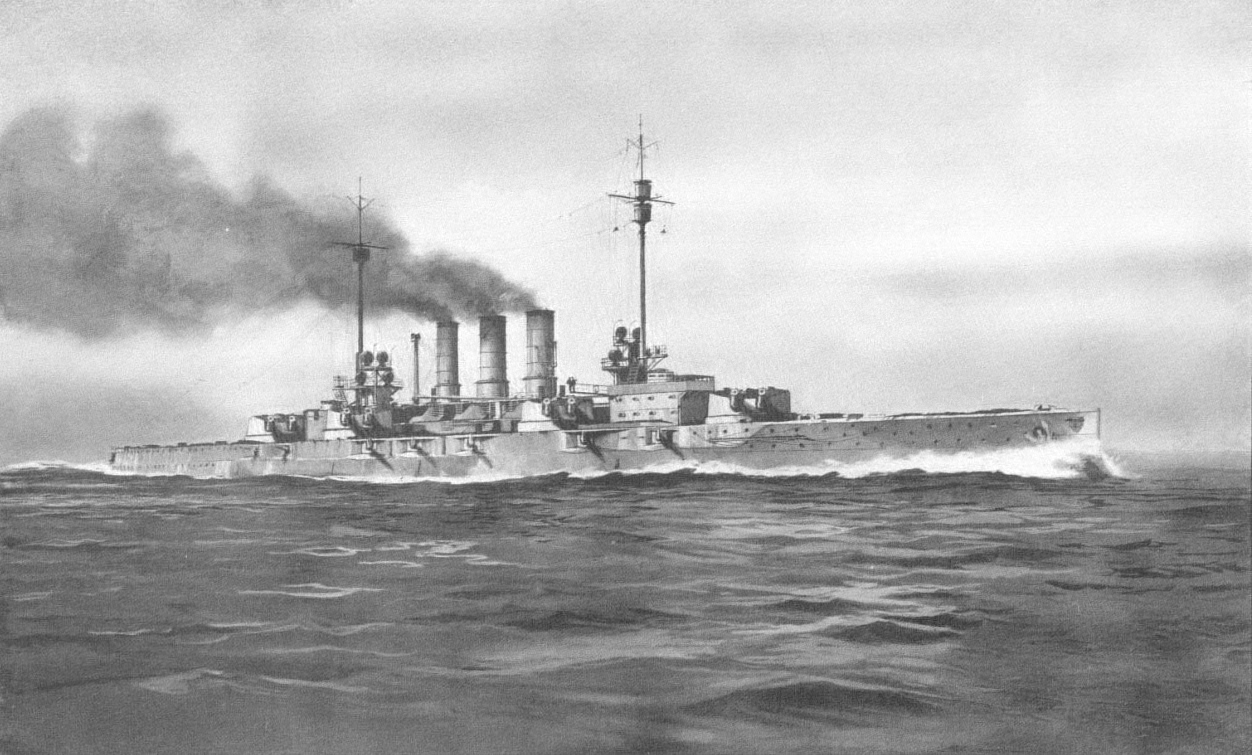
由英国海军绘制的识别图，显示黑尔戈兰号的主炮转向右舷

在战斗首日，黑尔戈兰级舰只于19:20首次投入直接对抗。东弗里斯兰号、黑尔戈兰号和图林根号开始向厌战号开火，后者当时随同英国第5战列分舰队的其它伊丽莎白女王级舰只一直在追击德国的大巡洋舰部队。除东弗里斯兰号外，射击仅持续了四分钟，因为德舰队形正在朝东北偏东方向转舵，英国战列舰很快便从视线中消失。图林根号及黑尔戈兰号在目标消失之前仅发射了20发重炮。然而东弗里斯兰号却能够保持视觉接触，直至19:45才停止射击。至20:15，在第三次“掉头交战”中，黑尔戈兰号被一枚15英寸（38）口径炮击中舰体前部。炮弹在舰身上凿穿了一个直径达20英尺（6.1）的洞，碎片则洒落在舰艏左侧的一门150毫米副炮上，导致约80吨海水灌入舰体。
6月1日午夜左右，位于德舰队形中部的黑尔戈兰级和拿骚级舰只与英国第4驱逐区舰队相遇。随之而来的是一场混乱的夜间战斗。在此期间，拿骚号与英国驱逐舰喷火号相撞。第4区舰队临时中断行动以进行重遍，但接近凌晨01:00时，却无意中第二次驶入了德国的战列线中。奥尔登堡号及黑尔戈兰号遂对两艘领头的英国驱逐舰开火，但一枚英方炮弹击中了奥尔登堡号的前探照灯。炮弹碎片洒落至舰桥，炸伤了该舰指挥官霍普夫纳上校，并炸死了其副手拉比乌斯上尉以及舰桥上的其它人员，包括一位舵手。奥尔登堡号瞬时无人操纵舰只，发生有可能与前方或后方舰只相撞的危险。舰长霍普夫纳尽管已然负伤，仍随即亲自掌舵，将舰只重新驶入编队之中。
01:00后不久，图林根号和拿骚号与英国装甲巡洋舰黑太子号相遇。图林根号首先开火，并以总计27枚大口径炮弹和24枚副炮弹药连续重击黑太子号。拿骚号、东弗里斯兰号，以及腓特烈大帝号都先后加入围剿。黑太子号伴随着熊熊大火漂离队形，呈现出一种恐怖而又令人惊叹的景象，经过数次小规模的燃爆之后，它最终连同全体船员在一次巨大的爆炸中消失在了水平面之下。至此，作为一支独立作战部队的第4驱逐区舰队已经基本被摧毁，剩余几艘严重受损的舰只已经四散，无法再继续参与战斗。
返回德国水域后，黑尔戈兰号和图林根号，连同拿骚级舰只拿骚号、波森号和威斯特法伦号，负责在亚德湾锚区组成夜间防御阵位。在战斗中，黑尔戈兰级舰只仅受到了轻微的损坏。黑尔戈兰号被一枚15英寸（380）口径炮击中，但损失极小。奥尔登堡号遭到一枚副炮的命中，造成8人死亡、14人受伤。东弗里斯兰号和图林根号毫发无损的脱离了战斗，尽管在返回德国水域时，东弗里斯兰号不慎触雷而必须在威廉港进行维修。

### 战后

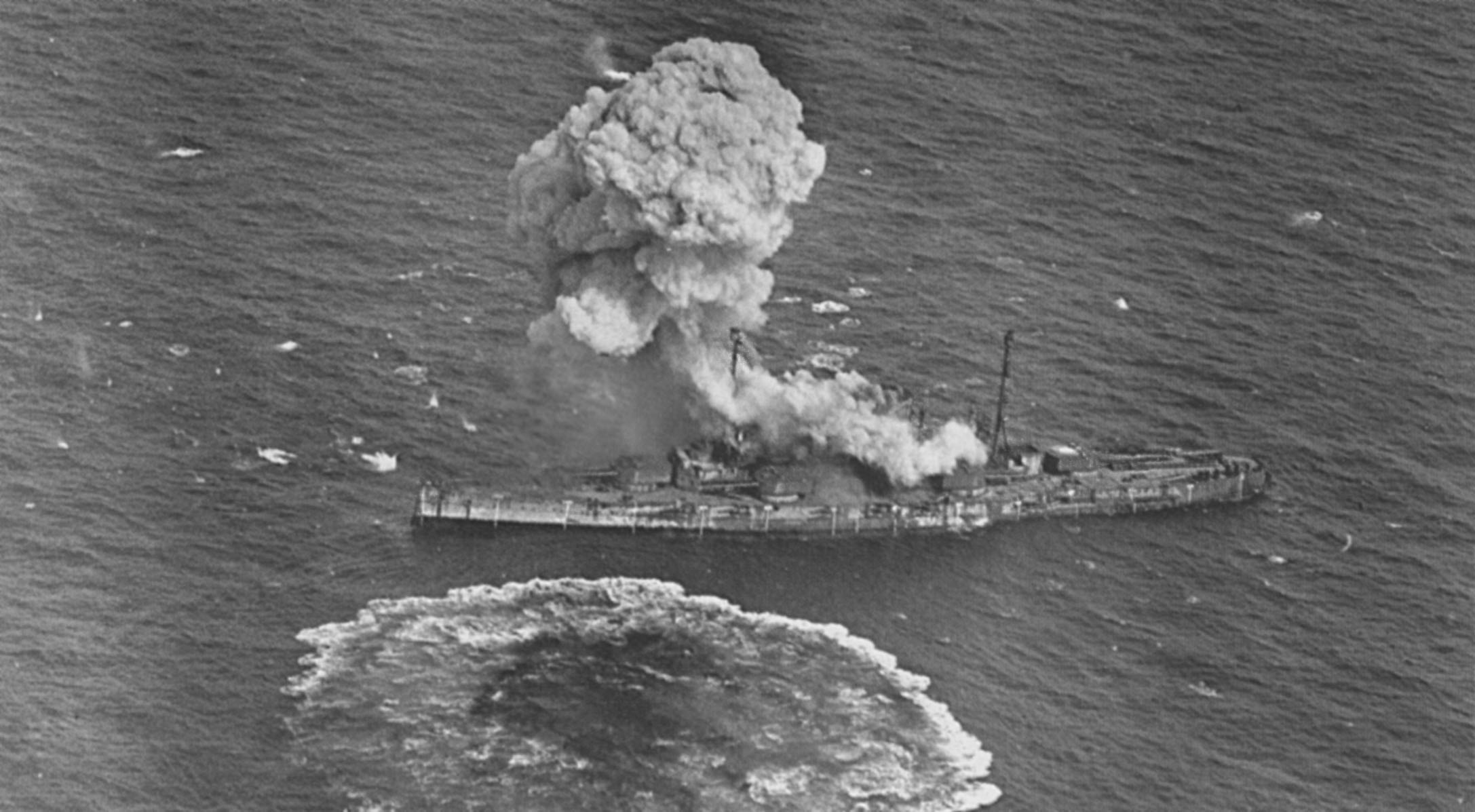
东弗里斯兰号在轰炸试验中被持续击中后开始燃烧

黑尔戈兰级战列舰在战争期间没有进一步的重大行动，战后根据《凡尔赛条约》的规定被割让给协约国。所有4艘舰只都是在1919年11月5日从德国海军除籍。黑尔戈兰号被英国人夺取，并于1921年在莫克姆报废。它的舰艏饰被保留下来，并最终送回德国，如今展示于德累斯顿的军事史博物馆。奥尔登堡号向日本投降，但日本人并未占有该舰。相反，他们将舰只售予了一家英国打捞公司，至1921年报废于多德雷赫特。图林根号被送至法国，并在1920年前往瑟堡途中几乎被其船员凿沉。随后，舰只被用作靶舰，直至1923年于加夫尔附近搁浅。它被原地拆解，但舰体的大部分仍然留存在海中。
东弗里斯兰号被美国海军带走，后于1921年7月21日在由威廉·米切尔指挥、于弗吉尼亚州亨利角进行的空中力量演示中被用作固定标靶。在持续几次轰炸命中和近距脱靶后，该舰于12:40沉没。然而，如果它当时处于航行状态则有可能会避免这一情况，因为一旦被击中，损控小组会保持让舰只漂浮。